# KylieFever2002
A KylieFever2002 volt az ausztrál énekesnő Kylie Minogue hetedik turnéja, mely nyolcadik 2001-ben megjelent stúdióalbumát, a Fever-t hívatott támogatni. A turné, mely keretében 38 koncertet adott Európában és tizenegyet Ausztráliában, 2002. április 26-án indult Cardiff-ban, Wales-ben és 2002. augusztus 16-án zárult Melbourne-ben, Ausztráliában. A 2002. május 4-én Manchester-ben megtartott koncert felvételre került, melyet az MSN közvetített, majd később DVD-n került kiadásra egy bónusz CD-vel kiegészítve KylieFever2002: Live in Manchester címmel.

## Háttér és gyártás
Abban az időben ez a turné volt Minogue legnagyobb produkciója. Az album és az ahhoz tartozó videók számos kosztümcserét és díszletet inspiráltak, köztük a kivetítők használatát. Ennek a turnénak a korábbi turnéihoz képest nagyobb volt a költségvetése köszönhetően a lemez és annak kislemezeinek sikerének. A nagyobb mennyiségű pénznek köszönhetően a díszletek sokkal nagyobbak lettek két lépcsőházzal, valamint öt kivetítővel, melyek a műsor különböző témáit igyekeztek kihangsúlyozni. A műsor kosztümjeit az olasz divattervezők, Dolce & Gabbana tervezték exkluzívan Minogue számára. Ez volt Minogue első turnéja, melynek szponzorai voltak. Ezek a szponzorok az Evian és a Vodafone voltak. Minden egyes az Egyesült Királyságban megtartott koncerten az Evian ingyen osztogatott ásványvizet, melynek palackján az Evian jellegzetes márkajelzését Kylie nevével helyettesítették.
Ahogy a lemez vezető kislemeze egyre sikeresebb kezdett lenni az Egyesült Államokban, úgy Minogue időt szánt a turné előtt arra, hogy az albumot és a kislemezt reklámozza. Minogue amerikai látogatásai elindították azt a pletykát miszerint turnézni fog az Egyesült Államokban. Andy Slater, a Capitol Records elnöke szerint egy amerikai turnéról szó sem volt. Minogue megjegyezte, hogy vonakodott turnézni az Egyesült Államokban, mivel nem volt elég sikeres az országban. Ebben az időben a brit Hello! magazin azt írta, hogy azért lett az amerikai turné törölve, hogy Minogue a magánéletére tudjon koncentrálni. Később kiderült, hogy Minogue-ot a menedzsmentje máshogy informálta. Ennek ellenére Minogue turnézott az Egyesült Államokban a Jingle Ball keretein belül, mely egy a KIIS-FM által évente megrendezett koncert. Ennek a turnénak Anaheim-ben, Houston-ban, Miami-ban, Philadelphia-ban és New York-ban voltak a helyszínei. A Jingle Ball műsorok keretében Minogue öt dalt adott elő a turnéja dallistájáról. Ezek a Come into My World, Love at First Sight, The Loco-Motion, In Your Eyes latin szekció és a Can’t Get You Out of My Head.

## Az előadott dalok listája
Act 1: Silvanemesis
1. The Sound of Music (Instrumentális bevezetés)
2. Come into My World
3. Shocked
4. Love at First Sight
5. Fever

Act 2: Droogie Nights
1. Örömóda (Instrumentális közjáték)
2. Spinning Around

Act 3: The Crying Game
1. Where Is the Feeling (Közjáték)
2. The Crying Game / Put Yourself in My Place / Finer Feelings / Dangerous Game / The Crying Game (Reprise)

Act 4: Street Style
1. GBI: German Bold Italic (Közjáték)
2. Confide in Me
3. Cowboy Style
4. Kids

Act 5: Sex in Venice
1. On a Night Like This
2. The Loco-Motion
3. In Your Eyes / Please Stay / The Rhythm of the Night / In Your Eyes (Reprise)

Act 6: Cybertronica
1. Cybertronica (Közjáték)
2. Limbo
3. Light Years
4. I Should Be So Lucky

Act 7: Voodoo Inferno
1. Burning Up
2. Better the Devil You Know

Ráadás
1. Can’t Get You Out of My Head

## A turné állomásai
| Európa              |                   |               |                                           |
| 2002. április 26.   | Cardiff           | Wales         | Motorpoint Arena Cardiff                  |
| 2002. április 27.   | Cardiff           | Wales         | Motorpoint Arena Cardiff                  |
| 2002. április 28.   | Cardiff           | Wales         | Motorpoint Arena Cardiff                  |
| 2002. április 29.   | Cardiff           | Wales         | Motorpoint Arena Cardiff                  |
| 2002. május 1.      | Manchester        | Anglia        | Manchester Arena                          |
| 2002. május 2.      | Manchester        | Anglia        | Manchester Arena                          |
| 2002. május 3.      | Manchester        | Anglia        | Manchester Arena                          |
| 2002. május 4.      | Manchester        | Anglia        | Manchester Arena                          |
| 2002. május 6.      | Birmingham        | Anglia        | National Exhibition Centre                |
| 2002. május 7.      | Birmingham        | Anglia        | National Exhibition Centre                |
| 2002. május 8.      | Birmingham        | Anglia        | National Exhibition Centre                |
| 2002. május 9.      | Birmingham        | Anglia        | National Exhibition Centre                |
| 2002. május 11.     | Manchester        | Anglia        | Manchester Evening News Arena             |
| 2002. május 12.     | Manchester        | Anglia        | Manchester Evening News Arena             |
| 2002. május 14.     | Sheffield         | Anglia        | Motorpoint Arena Sheffield                |
| 2002. május 15.     | Sheffield         | Anglia        | Motorpoint Arena Sheffield                |
| 2002. május 17.     | Glasgow           | Skócia        | Scottish Exhibition and Conference Centre |
| 2002. május 18.     | Glasgow           | Skócia        | Scottish Exhibition and Conference Centre |
| 2002. május 19.     | Glasgow           | Skócia        | Scottish Exhibition and Conference Centre |
| 2002. május 21.     | Newcastle         | Anglia        | Metro Radio Arena                         |
| 2002. május 22.     | Newcastle         | Anglia        | Metro Radio Arena                         |
| 2002. május 24.     | London            | Anglia        | Wembley Arena                             |
| 2002. május 25.     | London            | Anglia        | Wembley Arena                             |
| 2002. május 26.     | London            | Anglia        | Wembley Arena                             |
| 2002. május 27.     | London            | Anglia        | Wembley Arena                             |
| 2002. május 30.     | Stockholm         | Svédország    | Hovet                                     |
| 2002. május 31.     | Oslo              | Norvégia      | Oslo Spectrum                             |
| 2002. június 1.     | Koppenhága        | Dánia         | Forum Copenhagen                          |
| 2002. június 3.     | München           | Németország   | Olympiahalle                              |
| 2002. június 4.     | Bécs              | Ausztria      | Gasometer                                 |
| 2002. június 6.     | Zürich            | Svájc         | Hallenstadion                             |
| 2002. június 8.     | Berlin            | Németország   | Velodrom                                  |
| 2002. június 9.     | Hamburg           | Németország   | Alsterdorfer Sporthalle                   |
| 2002. június 11.    | Frankfurt am Main | Németország   | Festhalle Frankfurt                       |
| 2002. június 12.    | Rotterdam         | Németalföld   | Ahoy Rotterdam                            |
| 2002. június 13.    | Oberhausen        | Németország   | König Pilsener Arena                      |
| 2002. június 15.    | Párizs            | Franciaország | Bercy Arena                               |
| 2002. június 18.    | Milánó            | Olaszország   | Mediolanum Forum                          |
| Ausztrália          |                   |               |                                           |
| 2002. augusztus 2.  | Sydney            | Ausztrália    | Sydney Entertainment Centre               |
| 2002. augusztus 3.  | Sydney            | Ausztrália    | Sydney Entertainment Centre               |
| 2002. augusztus 4.  | Sydney            | Ausztrália    | Sydney Entertainment Centre               |
| 2002. augusztus 6.  | Sydney            | Ausztrália    | Sydney Entertainment Centre               |
| 2002. augusztus 7.  | Sydney            | Ausztrália    | Sydney Entertainment Centre               |
| 2002. augusztus 8.  | Sydney            | Ausztrália    | Sydney Entertainment Centre               |
| 2002. augusztus 11. | Melbourne         | Ausztrália    | Rod Laver Arena                           |
| 2002. augusztus 12. | Melbourne         | Ausztrália    | Rod Laver Arena                           |
| 2002. augusztus 14. | Melbourne         | Ausztrália    | Rod Laver Arena                           |
| 2002. augusztus 15. | Melbourne         | Ausztrália    | Rod Laver Arena                           |
| 2002. augusztus 16. | Melbourne         | Ausztrália    | Rod Laver Arena                           |

Törölt műsorok
| Dátum            | Város     | Ország        | Helyszín                              | Ok              |
| ---------------- | --------- | ------------- | ------------------------------------- | --------------- |
| 2002. június 20. | Barcelona | Spanyolország | Palau Municipal d'Esports de Badalona | Nemzeti sztrájk |